# Toronto Film Critics Association Awards 2018
22. ročník předávání cen asociace Toronto Film Critics Association se konal dne 9. prosince 2018.

## Vítězové a nominovaní

### Nejlepší film
Roma
- Vzplanutí
- Zoufalství a naděje

### Nejlepší režisér
Alfonso Cuarón – Roma
- Lee Chang-dong – Vzplanutí
- Paul Schrader – Zoufalství a naděje

### Nejlepší scénář
Deborah Davisa Tony McNamara – Favoritka (remíza)
Paul Schrader – Zoufalství a naděje (remíza)
- Alfonso Cuarón – Roma

### Nejlepší herec v hlavní roli
Ethan Hawke – Zoufalství a naděje
- Willem Dafoe – U brány věčnosti
- Viggo Mortensen – Zelená kniha

### Nejlepší herečka v hlavní roli
Olivia Colmanová – Favoritka
- Regina Hall – Holky sobě
- Melissa McCarthy – Dokážete mi kdy odpustit?

### Nejlepší herec ve vedlejší roli
Steven Yeun – Vzplanutí
- Richard E. Grant – Dokážete mi kdy odpustit?
- Michael B. Jordan – Black Panther

### Nejlepší herečka ve vedlejší roli
Regina Kingová – Kdyby ulice Beale mohla mluvit
- Emma Stoneová – Favoritka
- Rachel Weisz – Favoritka

### Nejlepší dokument
Won't You Be My Neighbor
- Anthropocene: The Human Epcoh
- Free Solo

### Nejlepší cizojazyčný film
Vzplanutí
- Studená válka
- Roma

### Nejlepší animovaný film
Psí ostrov
- Raubíř Ralf a internet
- Spider-Man: Paralelní světy

### Nejlepší první film
Boots Riley – Sorry to Bother You
- Bo Burnham – Osmá třída
- Ari Aster – Děsivé dědictví

### Nejlepší kanadský film
Jennifer Baichwal, Edward Burtynsky, Nicholas de Pencier – Anthropocene: The Human Epcoh
- Sadaf Foroughi – Ava
- Sofia Bohdanowicz – Maison du bonheur